# Marco Grigoli
Marco Grigoli (* 27. April 1991 in Samedan) ist ein ehemaliger Schweizer Skispringer.

## Werdegang
Der für den SC Alpina St. Moritz startende Grigoli gab sein internationales Debüt 2004 bei FIS-Springen. Bei der Junioren-Weltmeisterschaft 2005 in Rovaniemi erreichte er mit dem Team den 12. Platz und den 64. Platz im Einzelspringen. Im Dezember 2006 gab er in Engelberg sein Debüt im Skisprung-Continental-Cup und beendete das Springen auf dem 70. Platz. Kurze Zeit später bei der Junioren-Weltmeisterschaft 2007 in Tarvisio erreichte er Platz 42 im Einzel.
Ab 2008 gehörte er fest zum Schweizer B-Kader und startete regelmässig im Continental Cup. Bei der Junioren-Weltmeisterschaft 2008 in Štrbské Pleso gehörte er erneut zum Schweizer Aufgebot. Im Teamspringen landete er mit dem Team auf dem 11. Platz. Im Einzel von der Normalschanze sprang er auf den 48. Platz. Zwei Jahre später bei der Junioren-Weltmeisterschaft 2010 in Hinterzarten konnte er seine Leistung weiter steigern und erreichte den 19. Platz.
Am 3. Februar 2010 gab Grigoli in Klingenthal sein Debüt im Skisprung-Weltcup. Nachdem er sich mit Platz 38 qualifiziert hatte, erreichte er im Wettbewerb Platz 39. Auch in den folgenden Wettbewerben konnte er sich regelmässig qualifizieren, gewann jedoch keine Punkte. Am 6. März 2010 erreichte er mit dem Team in Lahti den neunten Platz. Im Skisprung-Grand-Prix 2010 gewann er zweimal Punkte und konnte sich am Ende auf dem 50. Platz in der Gesamtwertung platzieren. Bei den Schweizer Meisterschaften im Skispringen 2010 in Einsiedeln gewann Grigoli von der Normalschanze hinter Andreas Küttel und Simon Ammann die Bronzemedaille und gewann zudem die Juniorenwertung. Beim FIS-Cup in Einsiedeln wurde er beim ersten Springen Zweiter und gewann das zweite Springen.
Zu Beginn der Saison 2010/2011 konnte er sich mehrmals für den Wettkampf qualifizieren, konnte aber den zweiten Durchgang nicht erreichen. Nachdem er beim Alpencup in Seefeld in Tirol die Plätze sieben und 15 belegt hatte, konnte er beim Continental Cup am 27. Dezember 2010 in Engelberg als Dritter erstmals eine Podiumsplatzierung im Continental Cup erreichen. Bei der Junioren-Weltmeisterschaft 2011 im estnischen Otepää sprang er mit Rang fünf nur knapp am Podium vorbei.
Beim Weltcup-Springen im japanischen Sapporo am 26. Januar 2012 erreichte Grigoli erstmals den zweiten Durchgang der besten 30 Springer und sammelte mit Platz 25 schliesslich seine ersten sechs Weltcup-Punkte. Einen Monat später gewann er auf der Malinka im polnischen Wisła sein erstes Continental-Cup-Springen. Wenig später ersprang er sich mit Platz 15 am 8. März 2012 in Trondheim sein bis dahin bestes Weltcup-Ergebnis. Die Saison 2011/12 beendete er schliesslich mit 22 Punkten auf Rang 58 der Gesamtwertung.
Im Sommer 2012 verpasste Grigoli zu Beginn im Continental Cup wie auch im Skisprung-Grand-Prix in den ersten Springen deutlich vordere Platzierungen. Im Grand Prix konnte er sich erst in Hakuba durchsetzen und sammelte als 22. erste Punkte. Nachdem er in Almaty als 13. noch eine gute Platzierung erreicht hatte, verpasste er in Hinzenbach und Klingenthal die Qualifikation deutlich. Den Sommer-Grand-Prix beendete Grigoli auf Platz 48 der Gesamtwertung.
Nachdem Grigoli zu Beginn der Saison 2012/13 in Lillehammer, Kuusamo und Sotschi die Qualifikation zu den Einzelspringen verpasst hatte und auch in Engelberg als 31. ohne Punktegewinn geblieben war, wechselte er zurück in den B-Kader und sprang daher ab Ende Dezember wieder im Continental Cup. Jedoch blieb er auch dort ohne grosse Erfolge. Im Januar kam er in Sapporo noch einmal im Weltcup zum Einsatz, jedoch erreichte er als 45. und 53. erneut keine Weltcup-Punkte.
Bei den Nordischen Skiweltmeisterschaften 2013 im Val di Fiemme erreichte er als 29. der Qualifikation das Springen von der Grossschanze, schied jedoch im Wettbewerb nach dem ersten Durchgang aus und landete am Ende auf dem 42. Platz. Mit der Mannschaft belegte er im Teamspringen den 10. Platz. Im Sommer 2013 startete Grigoli mangels Erfolgs im Continental und Weltcup auch wieder im FIS-Cup und gewann insgesamt drei Springen in Villach und Einsiedeln.
Auch zur Saison 2013/14 gehörte Grigoli wieder zum B-Kader im Continental Cup, nachdem er zu Beginn des Jahres bei den Weltcups in Klingenthal, Lillehammer und Engelberg ohne Punkte geblieben war und nur mit der Mannschaft zwei Top-10-Platzierungen in den Teamspringen erreicht hatte. Im Januar kam er nach guten Platzierungen im Continental Cup in Sapporo erneut im A-Kader zum Einsatz, verpasste aber wie auch zuvor erneut die Punkteränge. Zum Ende der Saison 2013/14 kam er in Planica nach verpasster Qualifikation im Einzelspringen noch einmal im Teamspringen zum Einsatz und wurde mit der Mannschaft am Ende Achter.
Im Dezember 2014 zog Grigoli sich bei der Qualifikation für den Weltcup in Engelberg, in der er den Wertungsdurchgang als 63. deutlich verpasste, eine schwere Fussverletzung zu, durch die er dreimal operiert werden und sechs Monate an Krücken laufen musste. Dies war sein letztes internationales Springen, rund anderthalb Jahre später beendete er im März 2016 nach anhaltenden Schmerzen infolge der Verletzung seine Karriere.
Anschließend war er als Experte für das SRF tätig.

## Erfolge

### Continental-Cup-Siege im Einzel
| Nr. | Datum            | Ort   | Typ          |
| --- | ---------------- | ----- | ------------ |
| 1.  | 25. Februar 2012 | Wisła | Grossschanze |

## Statistik

### Weltcup-Platzierungen
| Saison  | Platz | Punkte |
| ------- | ----- | ------ |
| 2011/12 | 058.  | 022    |

### Grand-Prix-Platzierungen
| Saison | Platz | Punkte |
| ------ | ----- | ------ |
| 2010   | 050.  | 019    |
| 2012   | 048.  | 029    |
| 2013   | 081.  | 005    |

### Continental-Cup-Platzierungen
| Saison  | Platz | Punkte |
| ------- | ----- | ------ |
| 2008/09 | 113.  | 025    |
| 2009/10 | 114.  | 012    |
| 2010/11 | 057.  | 114    |
| 2011/12 | 022.  | 297    |
| 2012/13 | 085.  | 093    |
| 2013/14 | 058.  | 129    |